# NGC 7085
NGC 7085 é uma galáxia espiral (Sb) localizada na direcção da constelação de Pegasus. Possui uma declinação de +06° 34' 54" e uma ascensão recta de 21 horas, 32 minutos e 25,1 segundos.
A galáxia NGC 7085 foi descoberta em 3 de Agosto de 1864 por Albert Marth.